# Ерыжка
«Еры́жка» (укр. ярижка; от славянских названий букв «Ъ» — ер и «Ы» — еры) — название фонетических систем записи украинского языка неизменённой русской азбукой (гражданский шрифт), применявшихся с XVIII по начало XX века.
Ерыжкой пользовались, например, И. П. Котляревский и Т. Г. Шевченко.
Эмсским указом 1876 года, среди прочих ограничений, она (в ущерб системам с переменами в азбуке) была объявлена обязательной к применению для украинской печати в России (дабы «не было допускаемо никаких отступлений от общепринятого русского правописания»), что было одной из причин её отторжения национально ориентированными кругами. М. М. Коцюбинский иронически называл «ерыжку» «романовкой» (имея в виду российский правящий дом). После 1905 года ерыжка вышла из употребления.
Довольно часто «ерыжку» противопоставляют «фонетическим» правописаниям, считая последними только системы вроде «кулишовки» или «желеховки», что в целом неверно: «ерыжки» в большинстве случаев также были фонетическими системами, только отягощёнными парой формальных правил-пережитков (вроде «ъ» на конце слов и позиционно-орфографического различия букв «и»/«і», подробнее см. ниже) и построенными на стандартном русском алфавите, а не на изменённом.

## Орфографические особенности
- буква «е» после согласных соответствует украинской «е», а в других случаях — украинской йотированной «є»: не чуе;
- после согласных иногда употреблялась буква «ё», но чаще «ьо»: сльозы (после шипящих «о»: чорный); в начале слов и после гласных — как правило, сочетание «йо»;
- буквы «и» и «і» различаются лишь формально, как и в тогдашней русской орфографии («і» пишется перед гласными и перед «й»), а по звуку соответствуют как простой украинской «і», так и йотированной «ї» (после гласных);
- буква «ы» соответствует украинской «и», но после шипящих может заменяться на «и» (или «і»);
- «ъ» и «ь» пишутся в целом по русской системе, хотя «ъ» в конце слов в части изданий мог отсутствовать;
- «ѣ» в старых вариантах ерыжки употреблялся этимологически (но в произношении соответствовал нынешней «і»), в позднейших же в роли «є» после согласных, иногда — на месте йотированной «ї»;
- в случаях противоречия русского этимологического написания украинскому произношению (выпавшие или вставные звуки, сильная смена произношения и т. п.) на письме отражалась фонетика[1]: серце, сонце, винъ (він, он), пизнае (пізнає, позна́ет), срибло (срібло, серебро), выйшла, вже, хто, довго, щобъ (щоб, чтобы), билый, витеръ (вітер, ветер), сміютця (сміються, смеются), гуляють, було (було, было) и др.

## Примеры
Катерино, серце мое!

Лышенько зъ тобою!

Де ты въ свити поденесся

Зъ малымъ сиротою?

Хто спытае, прывитае,

Безъ мылого, въ свити?

Батько, маты — чужи люды,

Тяжко зъ нымы житы!..